# 銭壷山
銭壷山(ぜにつぼやま) は、山口県東部の岩国市由宇と柳井市大畠の境に位置する、標高540.1mの山である。

## 解説
この山は周東山系の銭壺山地の主峰であり、山の東側には、瀬戸内海が迫っている。その標高と眼下に瀬戸内海が広がる位置のおかげで360度フルで展望が開けており、そこから見える瀬戸内の多島美や日の出の眺望が優れていることで有名である。また、その眺望の凄さは、晴天の日には遠く、四国は愛媛の石鎚山、あるいは、九州大分の国東半島も見渡せるほどである。このような美しい眺望から、山頂から見る防予の海は瀬戸内海の景色の中でも最も美しいと評されるほどである。山頂付近は桜の木が数多く植えられており、春は山腹が桜色一色にそまるという桜の名所でもある。なお、桜の開花時期は標高の高さの関係で、付近の山麓より数日乃至一週間程度遅い。また山頂付近は以前より採草地としても知られており、カヤトの草原が光を散らし、それが眩しく見え、目眩さえするほどであるということから、目舞ヶ丘とも呼ばれていた。山頂には、駐車場もあり、車でも上がることができる。

## 由来・歴史
山名は「沖の船から山で火が燃えているのに気づき、そこを掘ってみたら銭壺が出てきた」という伝説に由来するという説が有力であるが、他にも、海賊衆が財宝を壺に入れて埋めたという説、平家の落人が壷に入れた財宝を埋めたという説、あるいは幕末の頃、幕府軍が長州藩に四境戦争で討伐をしようとした際に、戦火を恐れた麓の人々が自分の家に代々伝わる宝や銭を持ち出し、壷に入れて隠したなどの説も存在する。
かつて瀬戸内海賊が全盛だった頃、この一帯を支配していた大島海賊の見張所がこの山にあり、船の接近を狼煙で本拠地に伝えていたと言われる。また、1865年（慶応元年）の四境戦争の時に、岩国藩神代村の民兵隊の駐屯地「銭山保」が設けられ、隊が解散になる1870年（明治3年）までこの地で警備についた。

## 脚註
1. 1 2 3 4 5 6   銭壺山 Yamakei Online
2. ↑  銭壺山・大将軍山ハイキングコース　山口県健康福祉部健康増進課
3. 1 2 3   銭壺山・銭壺山展望台　由宇町商工会ホームページ
4. 1 2  山口県ふるさとづくり県民会議 編『ふるさとの山』1991年3月31日 山口県ふるさとづくり県民会議 pp47